# Ga Đường vành đai - Ram Inthra MRT

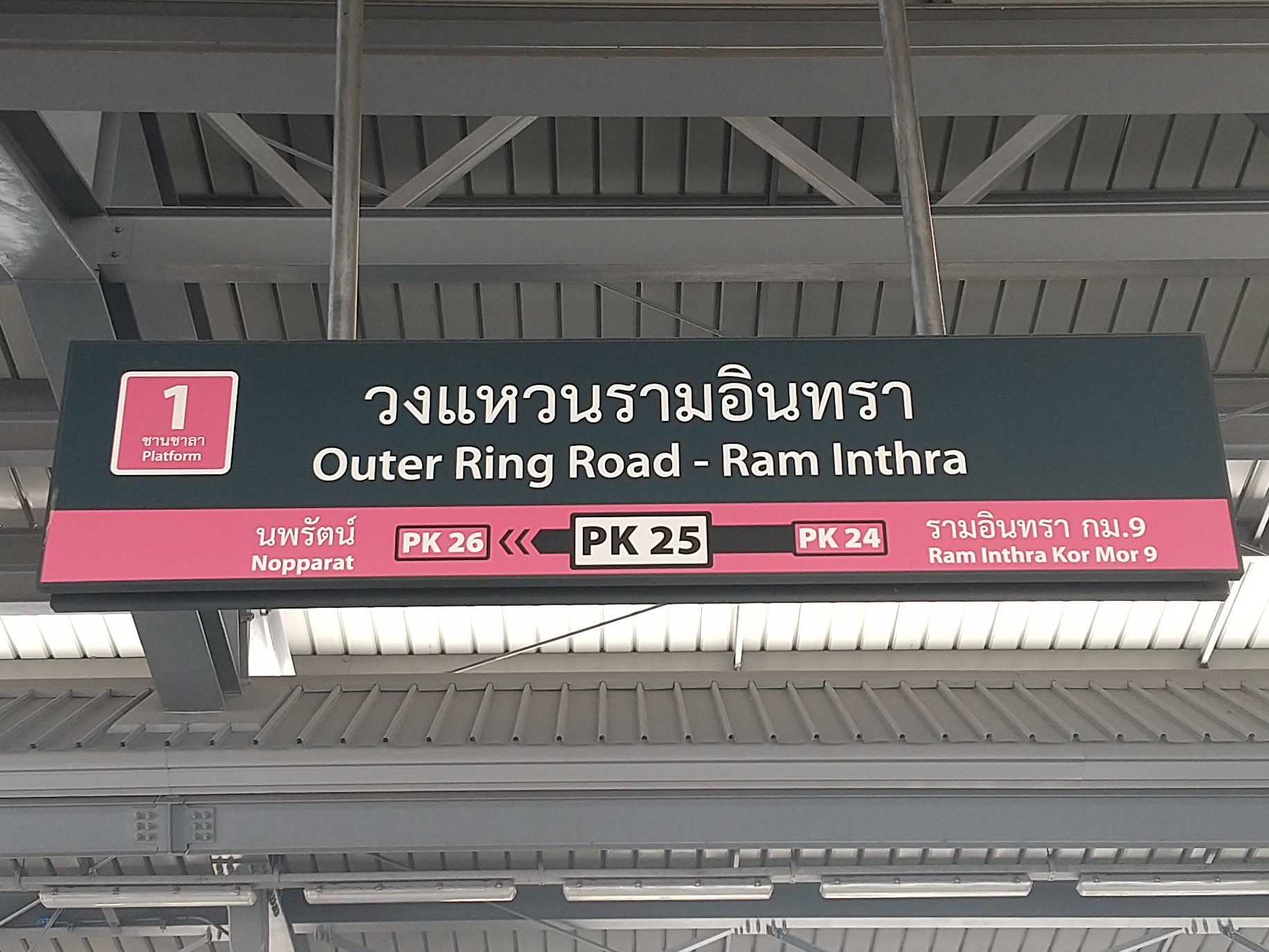
Biển hiệu

Ga Đường vành đai - Ram Inthra (tiếng Thái: สถานีวงแหวนรามอินทรา, RTGS: Sathani Wong Waen Ram Inthra) là một ga Bangkok MRT trên Tuyến Hồng. Nhà ga nằm trên Đường Ram Inthra, gần nút giao với Đường Kanchanaphisek ở Khan Na Yao, Bangkok. Nhà ga có bốn lối thoát và nó nằm gần với trung tâm mua sắm Fashion Island. Nó được mở cửa ngày 21 tháng 11 năm 2023 như một phần chạy thử nghiệm trên toàn tuyến Hồng.

## Bố trí ga
| U3 Ke ga                           |                                              |                                                                          |
| Ke ga, cửa tàu sẽ mở phía bên trái |                                              |                                                                          |
| Ke ga 1                            | Pink hướng đi Min Buri                       |                                                                          |
| Ke ga 2                            | Pink hướng đi Trung tâm cộng đồng Nonthaburi |                                                                          |
| Ke ga, cửa tàu sẽ mở phía bên trái |                                              |                                                                          |
| U2 Tầng bán vé                     | Quầy bán vé                                  | Lối thoát 1–4, trung tâm dịch vụ hành khách Phòng vé, máy bán vé tự động |
| G Đường đi                         | –                                            | Trạm xe buýt, Đường Kanchanaphisek                                       |

## Hoạt động
| Điểm đến   | Điểm đến                       | Liên kết                          | Chuyến đầu | Chuyến cuối |  |
| Tuyến Hồng | Tuyến Hồng                     | Tuyến Hồng                        | Tuyến Hồng | Tuyến Hồng  |  |
| Ke ga 1    | Ke ga 1                        | Ke ga 1                           | Ke ga 1    | Ke ga 1     |  |
| ---------- | ------------------------------ | --------------------------------- | ---------- | ----------- |  |
| PK30       | Min Buri                       | Toàn tuyến                        | 05.54      | 00.55       |  |
| Ke ga 2    |                                |                                   |            |             |  |
| PK01       | Trung tâm cộng đồng Nonthaburi | Toàn tuyến                        | 05.32      | 00.12       |  |
| PK01       | Trung tâm cộng đồng Nonthaburi |                                   |            |             |  |
| PK01       | Trung tâm cộng đồng Nonthaburi | PK01 Tuyến Tím (Khlong Bang Phai) | –          | 22.42       |  |
| PK01       | Trung tâm cộng đồng Nonthaburi |                                   |            |             |  |
| PK01       | Trung tâm cộng đồng Nonthaburi | PK01 Tuyến Tím (Tao Poon)         | –          | 22.12       |  |
| PK01       | Trung tâm cộng đồng Nonthaburi |                                   |            |             |  |
| PK01       | Trung tâm cộng đồng Nonthaburi | PK14 Tuyến SRT Đỏ Đậm             | –          | 23.32       |  |
| PK01       | Trung tâm cộng đồng Nonthaburi |                                   |            |             |  |
| PK01       | Trung tâm cộng đồng Nonthaburi | PK16 Tuyến Sukhumvit (Khu Khot)   | –          | 00.02       |  |
| PK01       | Trung tâm cộng đồng Nonthaburi |                                   |            |             |  |
| PK01       | Trung tâm cộng đồng Nonthaburi | PK16 Tuyến Sukhumvit (Kheha)      | –          | 23.02       |  |

## Hình ảnh

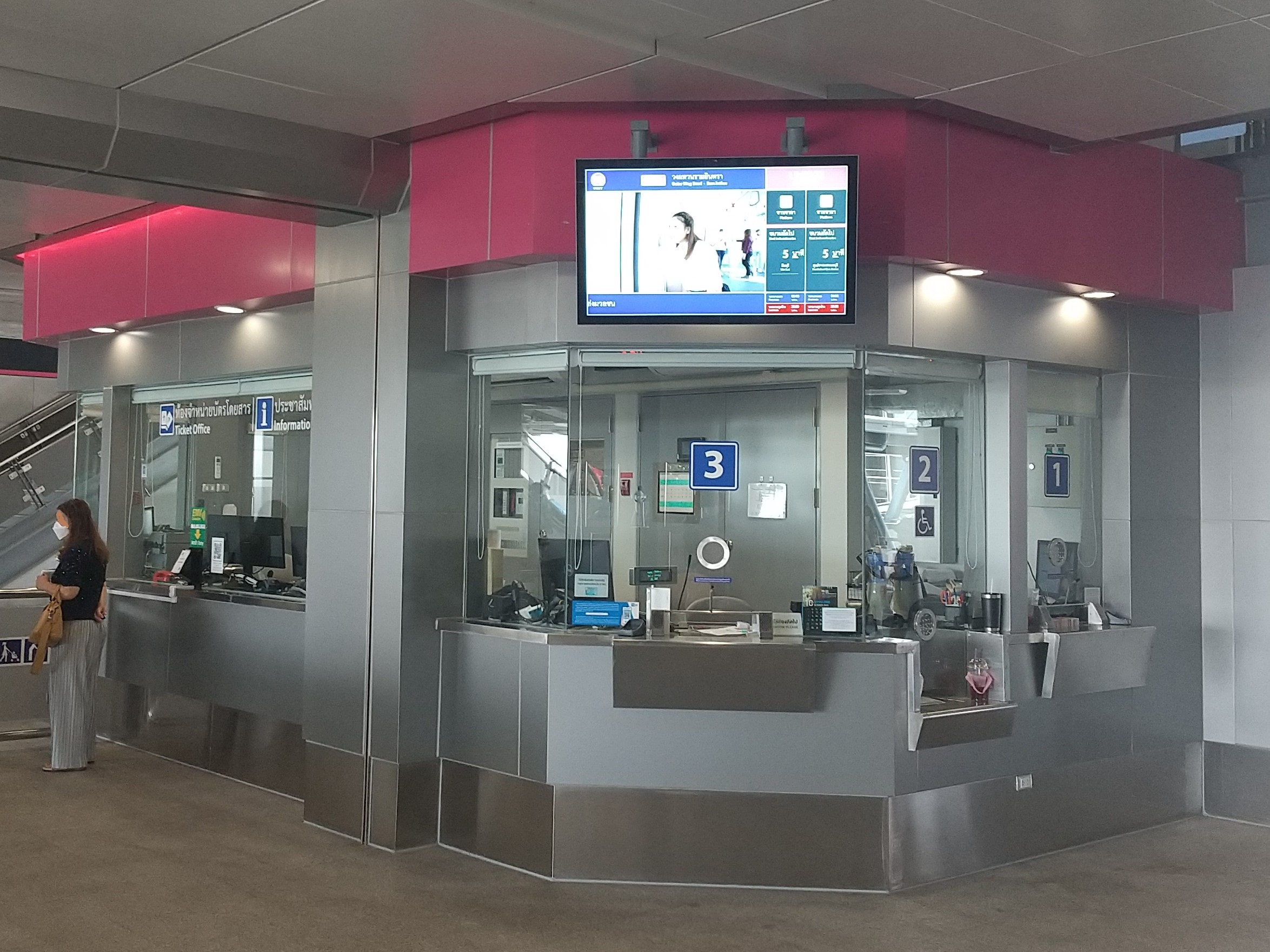
Quầy bán vé
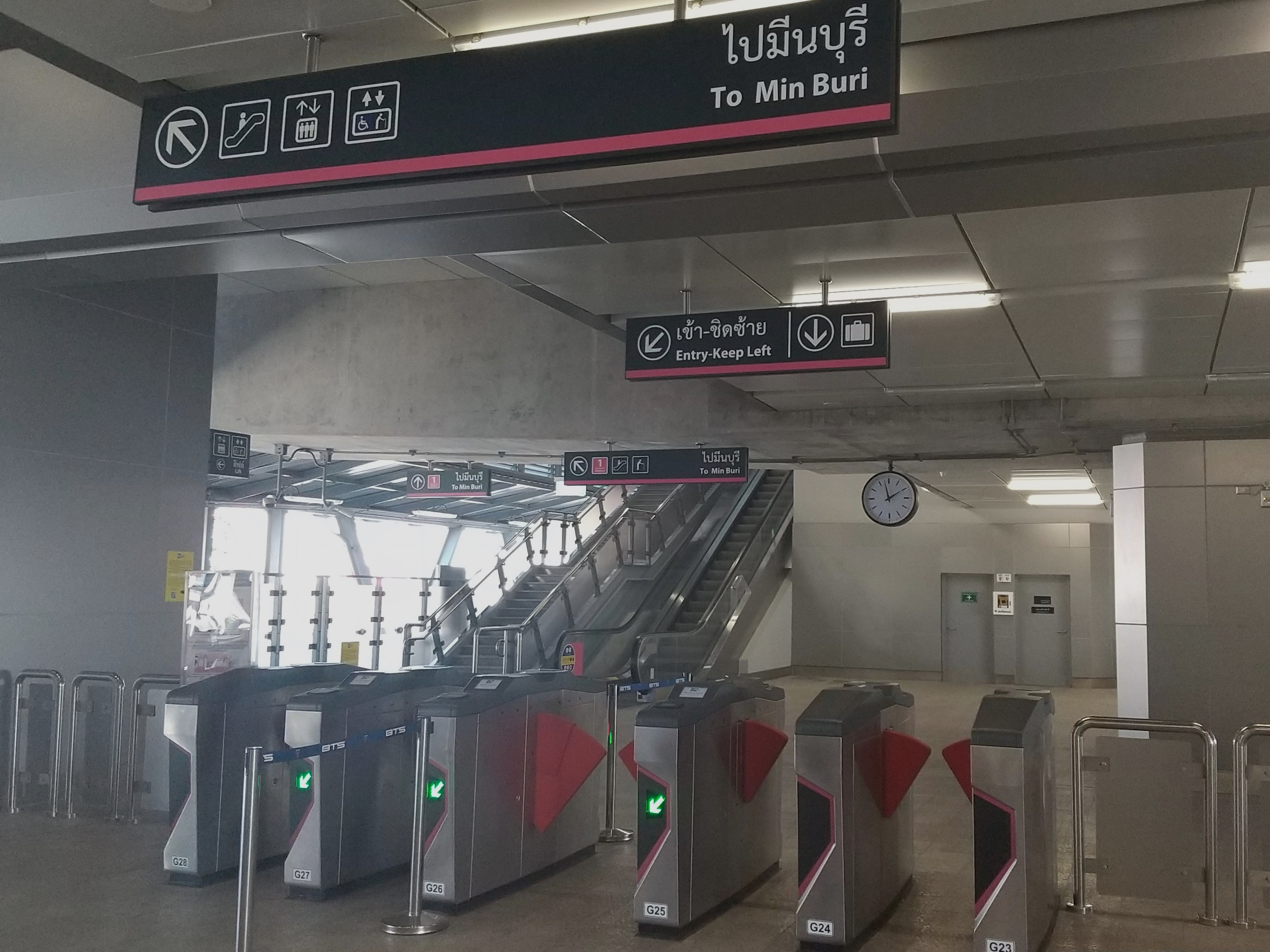
Cổng soát vé tự động
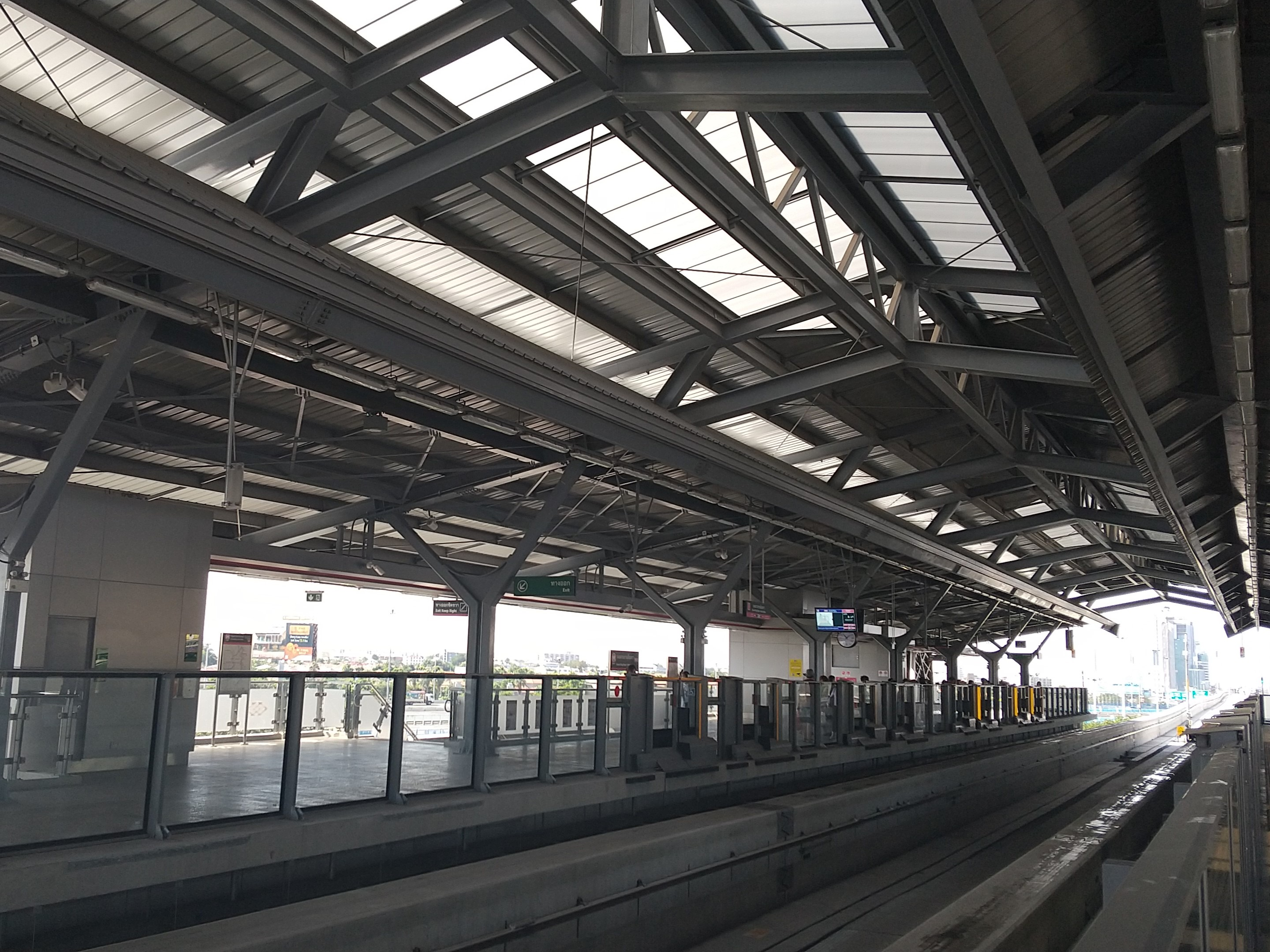
Ke ga
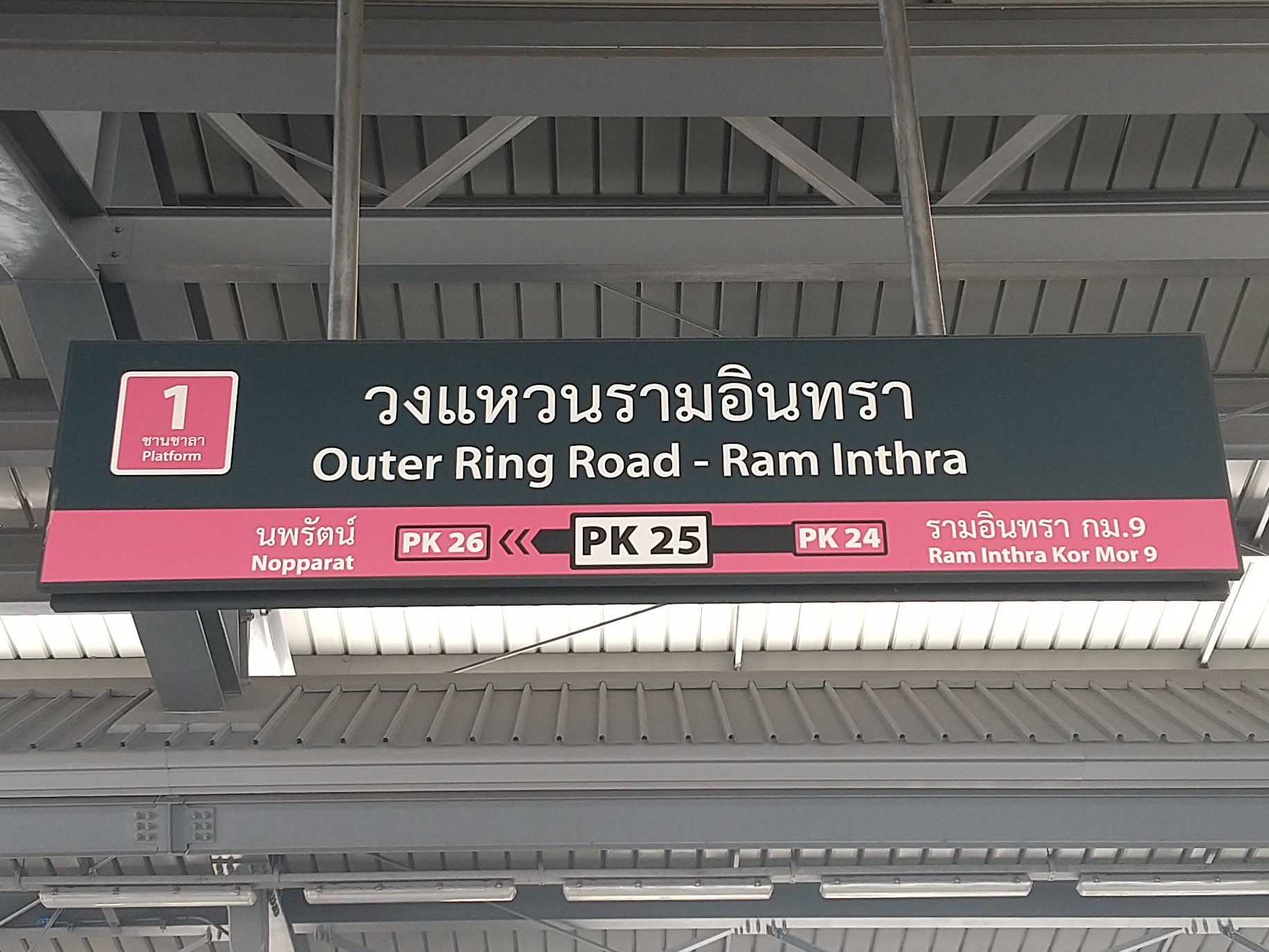
Bảng hiệu ke ga 1